# Microdytes sinensis
Microdytes sinensis är en skalbaggsart som beskrevs av Wewalka 1997. Microdytes sinensis ingår i släktet Microdytes och familjen dykare. Inga underarter finns listade i Catalogue of Life.